# Slava Metreveli
Slava Kalistratovich Metreveli (Georgiano: სლავა კალისტრატეს ძე მეტრეველი; Ruso: Слава Калистратович Метревели) (30 de mayo de 1936 en Sochi - 7 de enero de 1998 en Tiflis) fue un jugador georgiano de fútbol, y luego un entrenador del mismo deporte.
Jugó la mayor parte de su carrera en el club Torpedo Moscú (1956-1962) y en el Dinamo Tbilisi (1963-1971).

## Selección nacional
Ha sido internacional en 48 ocasiones, anotando un total de 11 goles. Con la Selección de la Unión Soviética participó del mundial de 1962, 1966 y 1970, y en la Eurocopa 1960, donde fue campeón con su selección.

## Clubes
| Club              | País            | Año       |
| ----------------- | --------------- | --------- |
| Spartak Sochi     | Unión Soviética | 1953-1954 |
| Torpedo Gorky     | Unión Soviética | 1955-1956 |
| FC Torpedo Moscú  | Unión Soviética | 1956-1962 |
| FC Dinamo Tbilisi | Unión Soviética | 1963-1971 |

## Palmarés

### Torneos nacionales
| Título                      | Equipo           | País            | Año  |
| --------------------------- | ---------------- | --------------- | ---- |
| Primera división de la URSS | FC Spartak Moscú | Unión Soviética | 1960 |
| Copa de la URSS             | FC Spartak Moscú | Unión Soviética | 1960 |
| Primera división de la URSS | FC Spartak Moscú | Unión Soviética | 1964 |

### Torneos internacionales
| Título   | Equipo               | Sede    | Año  |
| -------- | -------------------- | ------- | ---- |
| Eurocopa | Selección de la URSS | Francia | 1960 |